# Cerak
Cerak (en serbe cyrillique : Церак) est un quartier de Belgrade, la capitale de la Serbie. Il est situé dans la municipalité de Čukarica. En 2002, il comptait 12 591 habitants.

## Caractéristiques
Cerak est la partie la plus orientale du quartier de Žarkovo. Il est situé à l'est de la rue Trgovačka et il est délimité par Žarkovo (au nord), Košutnjak et Filmski Grad (à l'est), par Cerak Vinogradi (au sud) et par Bele Vode (à l'ouest).
La rue principale de ce quartier est la rue Jablanička, d'où partent de nombreuses rues résidentielles plus étroites. Cerak se présente comme un mélange de petites maisons familiales à un ou deux étages et d'immeubles résidentiels à cinq ou six étages. En revanche, les constructions les plus récentes, le long de l'Ibarska magistrala, prennent l'allure de blocs d'immeubles.
Cerak, comme Cerak Vinogradi, est planté d'arbres et d'arbustes décoratifs ; la circulation automobile plutôt modérée fait du quartier un secteur plutôt agréable à vivre.
La partie occidentale du quartier, le long de la rue Trgovačka (rues Bitoljska, Petefijeva, Partizanske etc.) est parfois appelée Stari Cerak, le « Vieux Cerak ».

## Cerak II
La partie sud de Cerak a été officiellement baptisée Cerak II en 1985-1987. Mais en fait, ce quartier, autour des rues Vinogradski Venac et Cerski Venac, se présente par son architecture comme un prolongement de Cerak Vinogradi. Comme le reste de Cerak Vinogradi, c'est une zone résidentielle, délimitée par la rue Jablanička (et le quartier de Cerak) au nord, par l'Ibarska magistrala, la « « route de l'Ibar » » à l'ouest et le quartier de Vidikovac (situé dans la municipalité de Rakovica au sud.

## Transports
Cerak est desservi par les lignes d'autobus 23, 37, 50, 51, 53, 56, 57, 59, 89, 531, 532 et 533 de la société publique GSP Beograd ; la ligne 534 relie Cerak à Ripanj.